# Daniel Grueso
Daniel Grueso, född 30 juli 1985, är en friidrottare från Colombia. Han deltog vid olympiska sommarspelen 2008.